# طاهرة (فلم)
طاهرة هو فيلم مصري تم إنتاجه عام 1957، من إخراج فطين عبد الوهاب، وبطولة مريم فخر الدين ومحمود إسماعيل ومحمود المليجي.

## القصة
تدور قصة الفيلم حول (طاهرة) الفتاة التقية، يأتي إلى حجرتها ذات يوم لص خطير سرق محل مصوغات في الحي، ثم طارده البوليس فلجأ إلى غرفتها، تشفق عليه (طاهرة) وتسعى إلى هدايته لطريق الخير.

## تمثيل
- مريم فخر الدين
- محمود إسماعيل
- محمود المليجي
- محمد السبع
- سميحة توفيق
- محمد توفيق
- عبد الغني النجدي
- شفيق نور الدين

## روابط خارجية
- مقالات تستعمل روابط فنية بلا صلة مع ويكي بيانات